# Stomatodexia longitarsis
Stomatodexia longitarsis är en tvåvingeart som först beskrevs av Macquart 1843.  Stomatodexia longitarsis ingår i släktet Stomatodexia och familjen parasitflugor.
Artens utbredningsområde är Colombia. Inga underarter finns listade i Catalogue of Life.